# Norbert Quandt
Norbert Quandt (* 1960 in Bad Kreuznach) ist ein ehemaliger deutscher Basketballspieler.

## Werdegang
Quandt spielte von 1980 bis 1982 für TuS 04 Leverkusen in der Basketball-Bundesliga und kam in diesem Zeitraum auf 18 Einsätze mit einem Punkteschnitt von 2,5 je Begegnung. Beruflich wurde er als Krankenpfleger sowie später als Heilpraktiker tätig.